# 1233
1233 (MCCXXXIII) var ett normalår som började en lördag i den julianska kalendern.

## Händelser

### Okänt datum
- Olomouc blir en kunglig stad.

## Födda
- 15 augusti – Filippo Benizi, italiensk servitmunk och bekännare, helgon.

## Avlidna
- 12 februari – Ermengarde de Beaumont, drottning av Skottland 1186–1214 (gift med Vilhelm I) (död detta eller nästa år)
- 25 mars – Afonso II av Portugal.